# Quasifusulina
Quasifusulina es un género de foraminífero bentónico de la subfamilia Fusulininae, de la familia Fusulinidae, de la superfamilia Fusulinoidea, del suborden Fusulinina y del orden Fusulinida. Su especie tipo es Fusulina longissima. Su rango cronoestratigráfico abarca desde el Moscoviense (Carbonífero superior) hasta el Sakmariense (Pérmico inferior).

## Discusión
Clasificaciones más recientes incluyen Quasifusulina en la subclase Fusulinana de la clase Fusulinata. Otras clasificaciones lo incluyen en la Subfamilia Quasifusulininae.

## Clasificación
Se han descrito numerosas especies de Quasifusulina. Entre las especies más interesantes o más conocidas destacan:
- Quasifusulina cayeuxi †
- Quasifusulina longissima †

Un listado completo de las especies descritas en el género Quasifusulina puede verse en el siguiente anexo.